# Fortín de Heredia
El Fortín de Heredia es una edificación en forma de torreón que se encuentra en el centro de la ciudad de Heredia, Costa Rica y se ha transformado en su símbolo. Se encuentra ubicado en el cruce de la calle y la avenida central de la ciudad, diagonal a la Iglesia de la Inmaculada Concepción. Al costado sur de la edificación se encuentra un anfiteatro ornamentado con jardines. Originalmente estuvo allí ubicado el edificio del Ayuntamiento y luego de que la edificación fuera derribada, en el terreno se instaló por muchos años un parque infantil

## Historia
En el año de 1876, por orden del Comandante de Plaza y Gobernador de la Provincia, Fadrique Gutiérrez (1844-1897). Sin ser arquitecto, él mismo hizo el diseño de la obra. El historiador herediano Luis Dobles Segreda señala que era parte de un proyecto de cuatro torres en total, una en cada esquina del lugar donde se encontraba el Cabildo. Al parecer se suspendió la construcción por falta de recursos económicos.

## Estilo arquitectónico

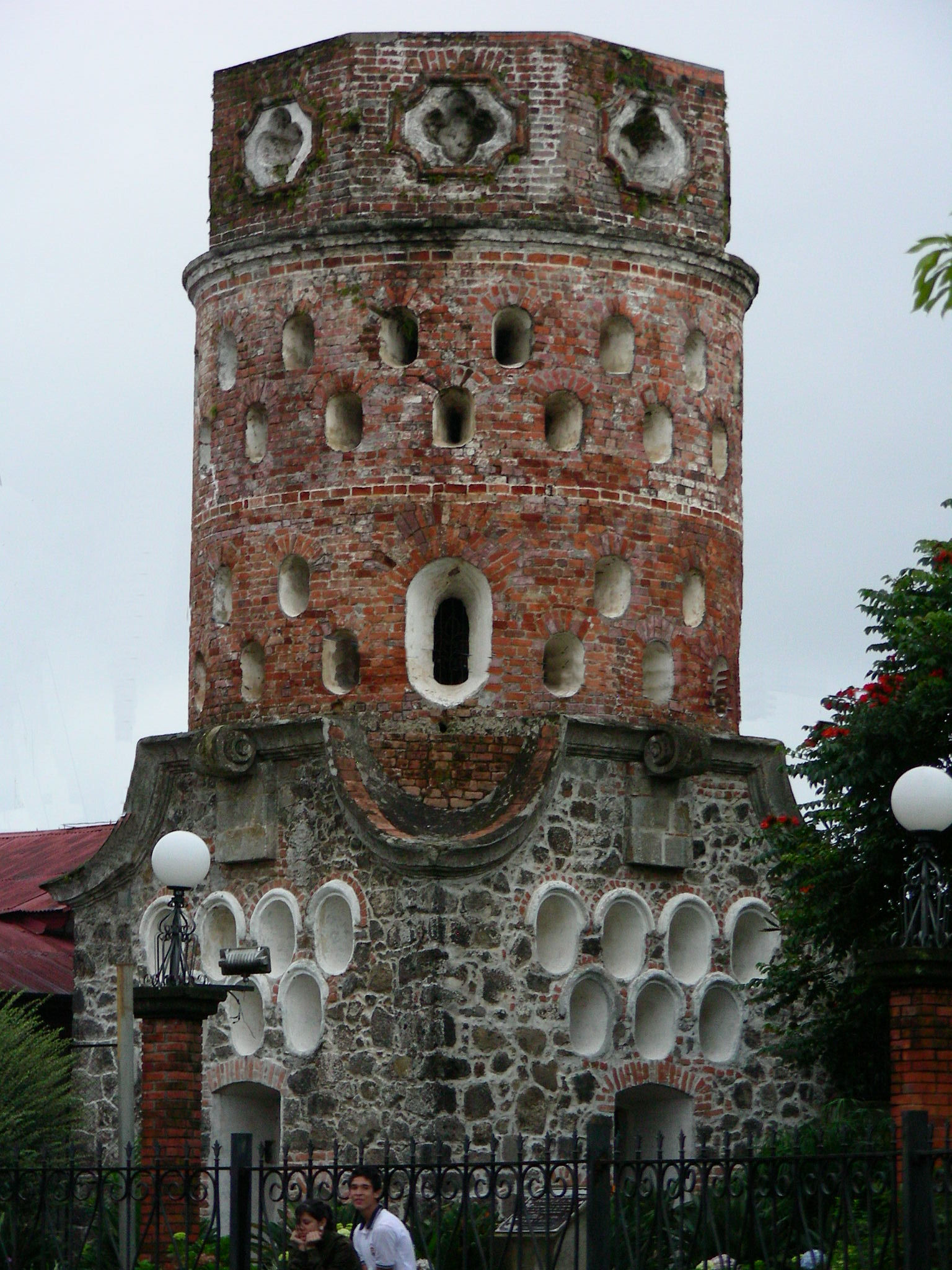
El Fortín de Heredia después de la restauración de 1981

El fortín está dividido en tres partes muy claramente definidas. Tiene en su base una forma cuadrangular con cornisas salientes en la parte superior, las cuales están cortadas en las esquinas con forma arqueada oval. Originalmente se construyeron tres puertas de acceso en las caras laterales, pero la puerta sur se encuentra tapada desde hace muchos años. El lado superior de las puertas en forma de arco. Sobre las puertar se encuentran dos juegos de troneras, en dos filas: las de abajo son tres y las de arriba cuatro, sobrepuestas simétricamente. De este primer elemento sale el segundo, que es de forma cilíndrica con sus respectivas troneras también. El tercer elemento está separado del segundo por una cornisa doble en forma de anillo, sobre la que se distingue un octógono.
Los materiales de construcción son, para el primer elemento que es el más robusto, una mezcla de piedra bruta, barro y cal. El ladrillo solo se usa para dar forma a las troneras. El segundo y el tercer elemento son de ladrillo.
El primer elemento tiene una altura de seis metros, el segundo cinco metros y el tercero dos metros para un total de trece metros. La parte superior o techo no tiene ninguna almena de protección que sirviera de parapeto a los soldados.
Un detalle que ha sido muy discutido es que las troneras tienen la parte ancha hacia afuera, lo que podría significar una gran facilidad para que los francotiradores eliminaran a los soldados adentro de la fortificación. Otros opinán que ese detalle más bien permitía una mejor movilización desde adentro.

## Monumento Nacional
Por Decreto Ejecutivo N.º 4256-C, publicado en La Gaceta N.º 208 del 2 de noviembre de 1974, fue declarado Monumento Nacional, de carácter estatal, propiedad de la Municipalidad de Heredia.

## Proyectos de restauración
El fortín ha recibido tres reparaciones importantes, una, en 1967, otra en 1981, cuando se hizo un anillo de metal donde comienza la base cilíndrica, para darle más firmeza.
Los sismos de los años noventa, la lluvia y las plantas que crecen en las paredes externas del torreón han dañado la estructura hecha de ladrillo y calicanto.
Un grupo de heredianos se reunió en el 2004 con personeros del Instituto de Conservación de Monumentos y Sitios (Icomos), el Centro de Patrimonio, la Dirección Regional de Cultura y el Bancrédito para apoyar las iniciativas de su restauración.
En el año 2009 los arquitectos Ibo Bonilla y Erick Chaves diseñaron y dirigieron una restauración bajo los términos de Monumento Histórico Arquitectónico, adecuándolo para la visita de público e incorporándolo como equipamiento urbano junto al anfiteatro y sus zonas verdes.